# Яначек, Леош
Ле́ош Я́начек (чеш. Leoš Janáček, 3 июля 1854, дер. Хохвальд / Гуквальды, Моравия, Австрийская империя — 12 августа 1928, Велька-Острава) — чешский композитор и музыковед-этнограф. Крупнейший национально ориентированный композитор Чехии, выдвинувшийся в период после А. Дворжака и Б. Сметаны. Многие его произведения были вдохновлены русской литературой. Мировая слава пришла посмертно.

## Биография
Сын провинциального учителя, один из четырнадцати детей в семье, Леош Яначек с одиннадцати лет пел в хоре и учился музыке в Старобрненском монастыре (Брно). Дальнейшее образование получил в Праге, Лейпциге и Вене. 

В 1874 году познакомился в Праге с А. Дворжаком, знакомство перешло в многолетнюю дружбу. В 1881 году Яначек женился и вернулся в Брно, где преподавал музыку. Основал школу органистов, которой руководил до 1920 года (среди учеников — Вилем Петржелка и Павел Хаас). Начиная с 1886 года каждое лето совершал с Ф. Бартошем экспедиции по Моравии для сбора народных песен. Фольклорные штудии позволили Яначеку глубоко усвоить местные песенные и танцевальные традиции. 
Оба ребёнка Яначека умерли молодыми: Владимир в детстве, а любимая дочь Ольга — в 20 лет от тяжелой хронической болезни. Эти потери глубоко повлияли на композитора, особенно на создание оперы «Енуфа», где тема материнства и утраты занимает центральное место. 
Наибольшее признание (посмертно) получили поздние сочинения композитора: в частности, «Симфониетта», «Глаголическая месса», опера «Приключения лисички-плутовки». Некоторые из них были вдохновлены его страстным (хотя и платоническим) увлечением Камилой Штесловой, которая была моложе его на 38 лет.

## Творчество
В ранний период творчества Яначек испытал заметное влияние музыкального стиля и эстетики Дворжака. В зрелые годы творчество Яначека представляет собой синтез национальных традиций и общеромантического стиля, особенно заметный в опере «Енуфа» (Jenůfa), которую часто называют моравской национальной оперой. Всего он написал девять опер. 
Бо́льшую часть жизни Яначек был малоизвестен за пределами Моравии. Лишь в последнее десятилетие жизни его произведения стали регулярно исполняться на ведущих площадках Праги и Вены. За пределами же бывшей Австро-Венгрии его наследие получило должное признание уже после смерти композитора — особенно во второй половине XX века.
Привлечённый идеями панславизма, Яначек неоднократно посещал Россию, хорошо знал её литературу и музыку. Обоих детей назвал типичными русскими именами — Владимир и Ольга. Многие произведения композитора основаны на шедеврах русской литературы (список приведён ниже). Под влиянием М. П. Мусоргского формировался «музыкально-сценический почерк Яначека, основу которого составляет гибкий, пластичный мелодический речитатив».
В поздних произведениях Яначека много необычного и новаторского. Его занимала музыкальность человеческой речи, он фиксировал её интонации, и этот интерес преломился в его оперных произведениях. Своё вдохновение он черпал не только в фольклоре, но и в звуках природы. Например, «Приключения лисички-плутовки» наполнены образами леса и его обитателей, что отражает его пантеистическое мировоззрение.

## Признание и наследие
- Яначек был избран членом Чешской академии наук и искусства.
- Музыкальная академия в Брно (образована в 1947) носит имя Яначека.
- В название аэропорта в Остраве с 2006 включено имя Леоша Яначека (Letiště Leoše Janáčka Ostrava).
- В романе Харуки Мураками «1Q84» (2010) существенную роль в сюжете играет «Симфониетта».

## Избранные сочинения

### Оперы и балет
- Шарка (Šárka, 1887—1888; премьера Брно, 1925)
- Начало романа (Počátek románu, 1891; премьера Брно, 1894)
- Енуфа (Jenůfa, также известна под названием «Ее падчерица» 1894—1903; премьера Брно, 1904)
- Судьба (Osud, 1903—1904; премьера Брно, 1958)
- Путешествия г-на Броучека (Výlety páně Broučkovy, 1908—1917; премьера Прага, 1920)
- Катя Кабанова (Káťa Kabanová, 1919—1921, по драме А. Н. Островского «Гроза»; премьера Брно, 1921)
- Приключения лисички-плутовки, также Лисичка-плутовка (Příhody lišky Bystroušky, 1921—1923; премьера Брно, 1924)
- Средство Макропулоса (Věc Makropulos, 1923—1925, по К. Чапеку; премьера Брно, 1926)
- Из мёртвого дома (Z mrtvého domu, 1927—1928, по Ф. М. Достоевскому; премьера Брно, 1930)
- Ракош Ракочи (Rákoš Rákoczy), балет с пением (Брно, 1891)

### Симфоническая музыка
- Сюита для струнного оркестра (1877)
- Идиллия для струнного оркестра (1878)
- Лашские танцы (чеш. Lašské tance, 1889—1890)
- Ганацкие танцы (чеш. Hanácké tance, 1889—1890)
- Сюита, op.3 (1891)
- Ревность (чеш. Žárlivost, увертюра  (1894)
- Дитя бродячего музыканта (чеш. Šumařovo dítě). Баллада для оркестра по поэме Святоплука Чеха (1912)
- Тарас Бульба. Рапсодия для оркестра по Гоголю (1915—1918)
- Бланицкая баллада, симфоническая поэма (чеш. Balada blanická, 1920)
- Симфониетта (1926)

### Хоровые сочинения
- Господи, помилуй. Для четырёх солистов, двойного смешанного хора, органа, арфы и медных (1896)
- Amarus (на стихи Я. Врхлицкого)[10]. Кантата для солистов, хора и оркестра (1897)
- Отче наш. Кантата для тенора, хора и фортепиано (1901)
- Элегия на смерть моей дочери Ольги. Кантата для тенора, хора и фортепиано (1903)
- Радуйся, Мария (Zdrávas Maria), для тенора, хора и органа (1904)
- Чартак на Солани (Na Soláni Čarták)[11]. Кантата для мужского хора с оркестром (1911)
- Вечное Евангелие. Легенда для солистов, хора и оркестра (1914)
- Прибаутки (Říkadla, на народные тексты). Кантата для камерного хора и инструментального ансамбля (1926)
- Глаголическая месса (Mša glagolskaja)[12], для солистов, хора, оркестра и органа (1926)

### Камерная инструментальная музыка
- Романс для скрипки и фортепиано (1879)
- Думка, для скрипки и фортепиано (1880)
- Скрипичная соната (1921)
- Сказка (Pohádka), для виолончели и фортепиано; по мотивам «Сказки о царе Берендее» В. А. Жуковского (1910)
- Presto для виолончели и фортепиано (1910)
- Струнный квартет № 1, по мотивам повести Л. Толстого «Крейцерова соната» (1923)
- Струнный квартет № 2 «Личные письма» (1928)
- Молодость (Mládí). Сюита для духового секстета (1924)
- Концертино для фортепиано и камерного ансамбля (1926)
- Каприччио для фортепиано (левая рука) и камерного ансамбля (1926)

### Фортепианные сочинения
- Вариации Зденки (Zdeňčiny variace; 1880)
- Моравские народные танцы (Národní tance na Moravě; 1893)
- По заросшей тропе, фортепианный цикл (Po zarostlém chodníčku; 1908)
- В тумане, фортепианный цикл (V mlhách; 1912)
- Воспоминание (Vzpomínka; 1928)

### Песни
- Весенняя песня (Jarní píseň; 1897; 2-я редакция — 1905)
- Дневник исчезнувшего, вокальный цикл для тенора, альта, трех женских голосов и фортепиано (Zápisník zmizelého; 1919)
- Прибаутки. 8 песен для меццо-сопрано, кларнета и фортепиано (Říkadla; 1924)

## Незавершенные сочинения
- Дунай. Симфония в 4-х частях (чеш. Dunaj, 1923—1928)
- Странствия душеньки. Концерт для скрипки с оркестром (чеш. Putování dušičky, 1926)
- Месса Es-dur для хора и органа (1907—1908)
- Шлюк и Яу (чеш. Trunda a Lajda), музыка к фарсу Г. Гауптмана (1928)
- Соната для фортепиано «1.X.1905 на улице» (1905; сохранились 1-я и 2-я части, 3-я часть уничтожена композитором)